# Noruega en los Juegos Paralímpicos de Nueva York y Stoke Mandeville 1984
Noruega estuvo representada en los Juegos Paralímpicos de Nueva York y Stoke Mandeville 1984 por un total de 64 deportistas, 42 hombres y 22 mujeres.

## Medallistas
El equipo paralímpico noruego obtuvo las siguientes medallas:
| Nombre                  | Deporte          | Evento                                                           |
| ----------------------- | ---------------- | ---------------------------------------------------------------- |
| Oro                     |                  |                                                                  |
| Tone Karlsen            | Atletismo        | Jabalina C6 femenino                                             |
| Mona Ullmann            | Atletismo        | Pentatlón B3 femenino                                            |
| Cato Zahl Pedersen      | Atletismo        | 1500 m A5 masculino                                              |
| Cato Zahl Pedersen      | Atletismo        | 5000 m A5 masculino                                              |
| Lauritz Ellefsen        | Atletismo        | Disco L1 masculino                                               |
| Lauritz Ellefsen        | Atletismo        | Maza L1 masculino                                                |
| Bjørn Tangen            | Atletismo        | Disco C7 masculino                                               |
| Bjørn Tangen            | Atletismo        | Jabalina C7 masculino                                            |
| Ragnar Anundsen         | Atletismo        | Disco C4 masculino                                               |
| Terje Hansen            | Atletismo        | Jabalina B1 masculino                                            |
| Jone Grant Malmin       | Atletismo        | Pentatlón 3 masculino                                            |
| Morten Frømyr           | Ciclismo en ruta | Ruta 1500 m CP3 masculino                                        |
| Morten Frømyr           | Ciclismo en ruta | Ruta 5000 m CP3 masculino                                        |
| Johnny Kviserud         | Ciclismo en ruta | Ruta 1500 m triciclo CP2 masculino                               |
| Hedi Anne Petersen      | Natación         | 100 m espalda 6 femenino                                         |
| Hedi Anne Petersen      | Natación         | 100 m mariposa 6 femenino                                        |
| Hedi Anne Petersen      | Natación         | 100 m libre 6 femenino                                           |
| Hedi Anne Petersen      | Natación         | 400 m libre 6 femenino                                           |
| Vibeke Hagen            | Natación         | 50 m libre C4 femenino                                           |
| Vibeke Hagen            | Natación         | 100 m libre C4 femenino                                          |
| Vibeke Hagen            | Natación         | 200 m libre C4 femenino                                          |
| Erling Trondsen         | Natación         | 100 m braza A3 masculino                                         |
| Erling Trondsen         | Natación         | 100 m espalda A3 masculino                                       |
| Erling Trondsen         | Natación         | 100 m mariposa A3 masculino                                      |
| Erling Trondsen         | Natación         | 100 m libre A3 masculino                                         |
| Erling Trondsen         | Natación         | 200 m estilos A3 masculino                                       |
| Stig Osland             | Natación         | 50 m libre C7 masculino                                          |
| Stig Osland             | Natación         | 100 m libre C7 masculino                                         |
| Stig Osland             | Natación         | 200 m libre C7 masculino                                         |
| Kjell Løvold            | Tiro con arco    | Doble ronda FITA división 3 masculino                            |
| Plata                   |                  |                                                                  |
| Tone Karlsen            | Atletismo        | Disco C6 femenino                                                |
| Mona Ullmann            | Atletismo        | Jabalina B3 femenino                                             |
| Birte Oddny Larsen      | Atletismo        | Peso C7 femenino                                                 |
| Tofiri Kibuuka          | Atletismo        | 800 m B1 masculino                                               |
| Tofiri Kibuuka          | Atletismo        | 1500 m B1 masculino                                              |
| Tofiri Kibuuka          | Atletismo        | 5000 m B1 masculino                                              |
| Mons Skjelvik           | Atletismo        | Jabalina C4 masculino                                            |
| Mons Skjelvik           | Atletismo        | Peso C4 masculino                                                |
| Sverre Fuglerud         | Atletismo        | 1500 m B2 masculino                                              |
| Ragnar Anundsen         | Atletismo        | Maza C4 masculino                                                |
| Jan Gunnar Bengtson     | Atletismo        | Peso B1 masculino                                                |
| Jone Grant Malmin       | Atletismo        | Peso 3 masculino                                                 |
| Odd Løvseth             | Atletismo        | Triple salto A6 masculino                                        |
| Johnny Kviserud         | Ciclismo en ruta | Ruta 3000 m triciclo CP2 masculino                               |
| Tom Pedersen            | Hípica           | Doma, modalidad de paso y trote avanzado C7 mixto                |
| Equipo                  | Hípica           | Obstáculos, modalidad de carrera por relevos clase abierta mixto |
| Merethe Klæth           | Natación         | 25 m espalda 1C femenino                                         |
| Merethe Klæth           | Natación         | 25 m libre 1C femenino                                           |
| Maj Berger              | Natación         | 100 m braza L4 femenino                                          |
| Vibeke Hagen            | Natación         | 100 m espalda C4 femenino                                        |
| Maj Britt Mastad        | Natación         | 200 m estilos A1 femenino                                        |
| Helene Bendiksen        | Natación         | 200 m estilos B3 femenino                                        |
| Hedi Anne Petersen      | Natación         | 200 m estilos 6 femenino                                         |
| Tom Nordtvedt           | Natación         | 50 m espalda A9 masculino                                        |
| Per Ove Alsethaug       | Natación         | 50 m libre C5 masculino                                          |
| Tom Bueer               | Natación         | 100 m braza L6 masculino                                         |
| Kåre Adler              | Natación         | 100 m espalda C4 masculino                                       |
| Jens Petter Sandbraaten | Natación         | 100 m libre 1A masculino                                         |
| Marit Lysen             | Table tennis     | Individual 1B femenino                                           |
| Eirunn Nesset           | Table tennis     | Individual C4-5 femenino                                         |
| Bronce                  |                  |                                                                  |
| Mona Ullmann            | Atletismo        | Salto de longitud B3 femenino                                    |
| Mona Ullmann            | Atletismo        | Peso B3 femenino                                                 |
| Birte Oddny Larsen      | Atletismo        | Jabalina C7 femenino                                             |
| Tone Karlsen            | Atletismo        | Maza C6 femenino                                                 |
| Tone Karlsen            | Atletismo        | Peso C6 femenino                                                 |
| Jone Grant Malmin       | Atletismo        | Disco 3 masculino                                                |
| Jone Grant Malmin       | Atletismo        | Jabalina 3 masculino                                             |
| Jørund Gåsemyr          | Atletismo        | 5000 m B1 masculino                                              |
| Terje Løvås             | Atletismo        | 5000 m B2 masculino                                              |
| Lauritz Ellefsen        | Atletismo        | Peso L1 masculino                                                |
| Svein Andersen          | Atletismo        | Pentatlón B1 masculino                                           |
| Bente Grønli            | Natación         | 50 m mariposa 4 femenino                                         |
| Bente Grønli            | Natación         | 200 m estilos 4 femenino                                         |
| Bente Grønli            | Natación         | 400 m libre 4 femenino                                           |
| Helene Bendiksen        | Natación         | 100 m braza B3 femenino                                          |
| Helene Bendiksen        | Natación         | 100 m mariposa B3 femenino                                       |
| Helene Bendiksen        | Natación         | 400 m libre B3 femenino                                          |
| Mona Høvik              | Natación         | 100 m braza A2 femenino                                          |
| Maj Britt Mastad        | Natación         | 100 m espalda A1 femenino                                        |
| Equipo                  | Natación         | 4 × 50 m libre L1-L6 femenino                                    |
| Equipo                  | Natación         | 4 × 50 m estilos L1-L6 femenino                                  |
| Tom Nordtvedt           | Natación         | 50 m braza A9 masculino                                          |
| Tom Nordtvedt           | Natación         | 150 m estilos A9 masculino                                       |
| Lauritz Ellefsen        | Natación         | 25 m espalda L1 masculino                                        |
| Hans Anton Ålien        | Natación         | 100 m braza B1 masculino                                         |
| Idar Hunstad            | Natación         | 100 m espalda B2 masculino                                       |
| Tom Bueer               | Natación         | 100 m libre L6 masculino                                         |
| Kåre Adler              | Natación         | 200 m libre C4 masculino                                         |
| Kari Næss               | Table tennis     | Individual L4 femenino                                           |
| Oddbjørn Stebekk        | Tiro con arco    | Doble ronda FITA tetraplejia masculino                           |